# Эвпалинов тоннель
Эвпали́нов тоннель (Самосский акведук; греч. Ευπαλίνειο όρυγμα) — подземный водовод длиной 1036 метров на острове Самос (Греция), построенный в VI веке до н. э. древнегреческим инженером и геометром Эвпалином из Мегары. После повторного открытия стал туристической достопримечательностью. Спуск в тоннель — 37°41′41″ с. ш. 26°55′48″ в. д.

## История
Около 538 до н. э./535 до н. э. власть на Самосе захватил тиран Поликрат. Во время его правления остров стал центром пиратства. Поликрат грабил и врагов, и друзей.
На доходы от пиратства, поступавшие на остров, он развернул обширное строительство, и среди прочих сооружений был подземный акведук, проложенный через гору, расположенную к северу от столицы острова Пифагореи. Для его строительства Поликрат велел пробить тоннель, устроив в нём водовод, снабжавший город пресной водой из удаленного источника. Этот тоннель не просто снабжал город водой, у него было и важное оборонительное значение, так как в случае осады снабжение города пресной водой не могло быть перекрыто неприятелем.
Впоследствии Геродот, составляя свой список семи чудес света, указал в качестве одного из них этот тоннель:

… сквозной тоннель в горе высотой в 150 оргий, начинающийся у её подошвы, с выходами по обеим сторонам. Длина тоннеля 7 стадий, а высота и ширина по 8 футов. Под этим тоннелем по всей его длине они прокопали канал глубиной в 20 локтей и 3 фута ширины, через который в город по трубам проведена вода из одного обильного источника. Строителем же этого водопроводного сооружения был Евпалий, сын Навстрофа, мегарец.
— Геродот. Historiae —  Книга третья «Талия»
Как показывают археологические раскопки, акведук использовался на протяжении тысячи лет. Потом водовод был забыт, но благодаря сохранившемуся упоминанию Геродотом был заново открыт в 1882—1884 годах.

## Описание
Из всех известных на сегодня тоннелей Эвпалинов является вторым по древности, построенным методом встречной проходки одновременно с двух концов (др.-греч. ἀμφίστομος «имеющий выход с обеих сторон, сквозной»), и первым с геометрическим подходом к такому строительству.
Северная половина акведука, по которой в ширину мог пройти только один человек, имеет двускатную крышу из каменных плит во избежание обвалов. Она значительно уже южной половины, выкопанной в стабильных пластах и не нуждающейся в укреплении. Источник также был скрыт специально возведенной крышей.
Вода шла по жёлобу, проложенному в отдельной шахте водовода несколькими метрами ниже основной шахты, по которой передвигался обслуживающий персонал. Обе шахты соединялись специальной штольней.

## Строительство
При проектировании Эвпалин из Мегары использовал принципы геометрии — ныне общеизвестные, но на тот момент до их формулирования Евклидом оставалось несколько столетий. Возможно, при строительстве Эвпалин использовал полномасштабную модель тоннеля, расположенную на открытой местности в окрестностях стройки. Учитывая длину, Самосский акведук относят к шедеврам древнего зодчества.
Так как ошибка измерения и проходки (горизонтальная или вертикальная) могла привести к «нестыковке» двух участков проходки, Эвпалин использовал следующий подход:
После вычисления предположительной позиции «точки встречи», за некоторое расстояние до неё направления обоих участков проходки были изменены (один налево, другой направо), так что их пересечение было бы гарантировано, даже если изначально оба участка шли бы параллельно и далеко друг от друга.
Схожим образом была решена проблема возможного вертикального отклонения. Гарантия встречи была достигнута увеличением высоты обоих участков проходки. В северном участке пол оставался ровным, но поднимался потолок, в то время как в южном участке потолок оставался на прежнем уровне, но понижался пол. Измерения были очень точными: современные исследования показывают, что вертикальное расхождение составляет всего 4 см.